# Krzysztof Pływaczyk
Krzysztof Pływaczyk, né le 11 février 1983 à Wałbrzych, est un biathlète polonais. Il compte deux sélections aux Jeux olympiques en 2006 et 2014.

## Biographie
Il obtient le meilleur résultat de sa carrière en Coupe du monde en 2007 avec une onzième place au sprint de Pokljuka.

## Palmarès

### Jeux olympiques
| Épreuve / Édition           | Individuel | Sprint | Poursuite | Départ en ligne | Relais |
| Jeux olympiques 2006 Turin  | —          | —      | —         | —               | 13e    |
| Jeux olympiques 2014 Sotchi | 77e        | 64e    | —         | —               | 19e    |

- — :épreuve non disputée par le biathlète

### Championnats du monde
- 9 participations depuis 2005.
- Meilleur résultat individuel : 13e de l'individuel en 2008.

### Coupe du monde
- Meilleur classement général : 37e en 2008.
- Meilleur résultat individuel : 11e.

#### Classements annuels
| Année | Classement général final |
| 2005  | 84e                      |
| 2007  | 81e                      |
| 2008  | 37e                      |